# René Vandenberghe
René Vandenberghe (Pittem, 5 de marzo de 1887 - Roeselare, 3 de julio de 1958) fue un ciclista belga, que fue profesional entre 1909 y 1914 y el 1921. Durante su carrera deportiva destaca la victoria a la Vuelta en Bélgica de 1911. 

## Palmarés
- 1909
  - Vencedor de una etapa de la Vuelta a Bélgica
- 1910
  - 1º en la Bruselas-Roubaix
  - Vencedor de una etapa de la Vuelta a Bélgica
- 1911
  - 1º en la Vuelta a Bélgica y vencedor de 4 etapas
- 1912
  - 1º en los Seis días de Bruselas, con Octave Lapize
- 1913
  - Vencedor de una etapa de la Vuelta a Bélgica

### Resultados al Tour de Francia
- 1911. Abandona (3ª etapa)
- 1912. 12º de la clasificación general
- 1913. Abandona (7ª etapa)
- 1914. 28º de la clasificación general